# Valentino SpA
Valentino S.p.A. es una empresa de ropa fundada en 1959 por Valentino Garavani y sede en Milán..
Es una parte de Valentino Fashion Group.
Desde octubre de 2008, los directores creativos son Maria Grazia Chiuri y Pier Paolo Piccioli.
Alessandra Facchinetti fue la diseñadora creativa de Valentino entre 2007-2008.